# Р239 (Росія)
Автошлях Р239 Казань — Оренбург — Акбулак — кордон з Республікою Казахстан — автомобільна дорога федерального значення з асфальтовим покриттям, протяжністю близько 900 км, що з'єднує міста Казань, Чистополь, Альметьевськ, Бугульма, Бавли, Оренбург, Соль-Ілецк.

## Оренбурзький тракт у межах Республіки Татарстан

### У межах та передмістях міста Казані
Початком автодороги Р239 у місті Казані є магістральний Оренбурзький тракт, що у Приволзькому районі міста і є продовженням проспекту Універсіади.
У 3 км від кордону міста розв'язка з автодорогою Р244 Казань — Атабаєво.
Оренбурзький тракт є основною автошляхом до Міжнародного аеропорту Казань, у зв'язку з чим до розв'язки з дорогою на аеропорт (Р245) тракт виконаний у вигляді повноцінної чотирисмугової автомагістралі з розділеними проїзними частинами та освітленням у темний час доби.
Трасу розширено до 6 смуг, на виїзді з Казані в районі Леруа Мерлен побудовано розворотну розв'язку. Планується розширити до 6 смуг ділянку з 10 по 13 кілометрів до траси Казань — Атабаєво.
Влітку на ділянці Казань — аеропорт обмеження швидкості 110 км/год.
У перспективі можливе продовження 4-х смугової ділянки до мосту через Каму. Це необхідно у зв'язку з будівництвом траси М-12 і трафіку, що збільшився. 2022 року розпочнеться реконструкція ділянки з 20 по 43 кілометри з обходом села Сокури. Також планується капремонт ділянки з 43 до 53 кілометра з розширенням до 4-х смуг.
Міст через Каму — мостовий перехід через Каму між селом Сорочі Гори Рибно-Слобідського району (північ, правий берег) та смт. Олексіївське Олексіївського району (південь, лівий берег). У серпні 2016 року відкрито 2-у чергу мостового переходу, рух мостом та на підходах до нього 4-х смуговий.

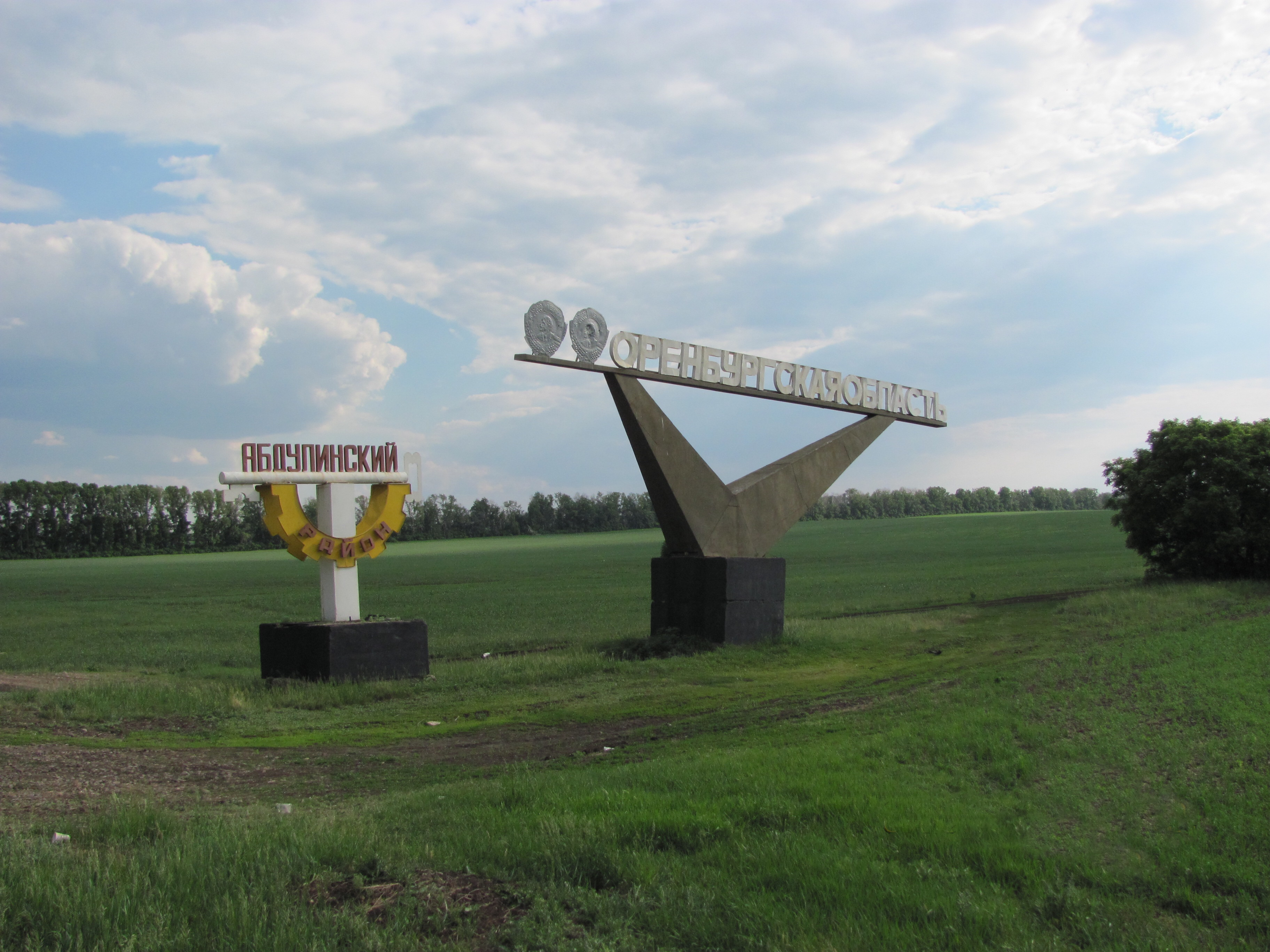
Кордон Татарстану та Оренбурзької області.

Після мосту автошлях упирається в розв'язку, від якої йде на схід. На захід від розв'язки відходить Р240, на південь відходить автомагістраль, що будується Західна Європа — Західний Китай». Ділянка автомагістралі Західна Європа — Західний Китай від мосту до Альметьєвська завдовжки приблизно 150 км буде дублером Р239.